# Операция «Нгуен Хюэ»

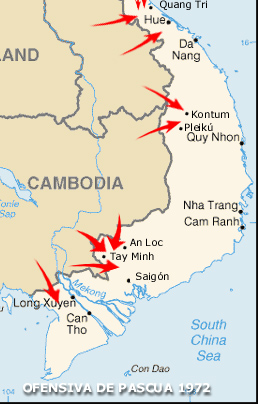
Направления ударов северовьетнамской армии в ходе наступления

Операция «Нгуен Хюэ» (вьет. Chiến dịch Nguyễn Huệ) — официальное название наступательной операции северовьетнамской армии весной 1972 года во время Вьетнамской войны. Наряду с весенним наступлением 1975 года, наступательные операции 1972 года являются крупнейшим военным наступлением Вьетнамской войны.

## Предпосылки
К 1972 году партизанское движение в Южном Вьетнаме было в значительной мере ослаблено тяжёлыми потерями в Тетском наступлении 1968 года, широкомасштабными наземными операциями войск США и совместной американо-южновьетнамской операцией «Феникс». В то же время развернувшееся в США антивоенное движение заставило президента Никсона начать вывод американских войск из Вьетнама и программу «вьетнамизации». Накануне президентских выборов 1972 года Никсон был заинтересован в достижении прогресса на Парижских мирных переговорах. Северовьетнамское руководство решило воспользоваться этим и выступить на переговорах с позиции силы, для чего требовалось достичь какого-либо крупного успеха на поле боя. Была разработана операция «Нгуен Хюэ», имевшая целью разгром южновьетнамской армии и занятие ряда важных городов Южного Вьетнама. Значительная роль отводилась психологическому воздействию этого наступления на позицию американской делегации в Париже и на антивоенное движение в США.

## Ход
Операция «Нгуен Хюэ» началась 30 марта 1972 года, в католическую Страстную пятницу (из-за чего это наступление известно в странах Запада как «Пасхальное»). В ней были задействованы, по разным данным, более 10 полноценных дивизий и более 20 отдельных полков, имевших на вооружении несколько сотен танков и значительное количество артиллерии. Таким образом, ставка делалась на классическую форму ведения войны, не имеющую ничего общего с использовавшимися ранее партизанскими действиями. Наступление проводилось на трёх фронтах:
- на севере — удар через демилитаризованную зону и из Лаоса на Хюэ;
- в центре — удар с территории Лаоса в направлении Контума и Плейку;
- на юге — удар с территории Камбоджи через Локнинь и Анлок на столицу страны Сайгон

Кроме того, наносились несколько вспомогательных ударов с отвлекающими целями.
В развернувшихся боях южновьетнамская армия понесла значительные потери в живой силе, бронетехнике и артиллерии, однако сумела остановить продвижение противника на центральном и южном фронтах. Наибольшего успеха северовьетнамская армия достигла на северном фронте, где ей удалось взять город Куангчи, центр одноимённой провинции. Однако дальнейшее продвижение здесь также было остановлено. Решающую роль в отражении наступления на всех фронтах сыграли американские военные советники, находившиеся в южновьетнамских подразделениях, а также американская авиационная поддержка (особенно применение стратегических бомбардировщиков B-52). Одновременно с поддержкой действий южновьетнамской армии авиация США возобновила бомбардировки Северного Вьетнама и заминировала гавань Хайфона, через которую проходили почти все военные материалы и техника, поставлявшиеся стране.
Летом северовьетнамская армия практически прекратила наступательные операции. К июлю она контролировала около 10 % территории Южного Вьетнама. В конце июня южновьетнамская армия начала контрнаступление, кульминацией которого стало возвращение контроля над Куангчи в сентябре.

## Итоги
По американским заявлениям (Ф.Дэвидсон) северовьетнамская армия потерпела поражение в наступлении 1972 года. Объясняя это высокими потерями северян — по его данным 100 тысяч человек убитыми, 450 танков. Причём эти потери не признанные северянами, так как они признали потерю лишь 250 танков — 134 Т-54, 56 ПТ-76 и 60 Т-34-85. Министр обороны Северного Вьетнама Во Нгуен Зиап был отстранён от прямого командования войсками на юге, которое перешло к его заместителю Ван Тиен Зунгу. Южновьетнамские потери также оказались велики 46-213 тысяч убитыми, ранеными, пленными, потери южновьетнамской бронетехники не опубликованы до сих пор, известно только что 3-я дивизия и 20-й полк потеряли все танки до одного, потери другой южновьетнамской техники были тяжёлыми, например, только лишь за первые 10 дней боёв южновьетнамцы потеряли не меньше 117 артиллерийских орудий. Для Армии Республики Вьетнам это сражение стало моментом триумфа: считавшаяся в середине 1960-х годов небоеспособной, она доказала, что благодаря программе «вьетнамизации» и при поддержке США способна эффективно противостоять войскам НФОЮВ и ДРВ.
Провал наступления помешал Северному Вьетнаму выиграть войну в 1972 году. Он привёл к изменению позиции северовьетнамской делегации на мирных переговорах в Париже, что осенью 1972 года привело к достижению значительного переговорного прогресса.
Современные вьетнамские историки считают, что Северный Вьетнам одержал победу в наступлении 1972 года.